# Факултет за физичку хемију Универзитета у Београду
Факултет за физичку хемију је факултет у Београду.
Физичка хемија се на Универзитету у Београду предаје од 1903. године. 
Знања и дипломе које се стичу на Факултету за физичку хемију омогућавају студентима рад и напредовање у областима физичке хемије и наукама са којима се физичка хемија граничи. Факултет је матичан за физичку хемију и уже области: спектрохемију, електрохемију, нуклеарну и радиохемију, хемијску кинетику, квантну хемију, биофизичку хемију и динамику неравнотежних процеса, физичку хемију материјала и физичку хемију у контроли и заштити животне средине.
На факултету се стичу дипломе:
- Дипломирани физикохемичар
- Специјалиста струковних студија - Форензика
- Мастер физикохемичар
- Доктор физичкохемијских наука

До сада је на факултету дипломирало око 1300 студената, од којих је преко 200 докторирало а специјалистичке и магистарске студије је завршило преко 300 дипломираних физикохемичара. 
Декани овог факултета били су:
- Проф. др Славко Ментус (2004—2006, 2006-2009)
- Проф. др Шћепан Миљанић (2009—2015)
- Проф. др Гордана Ћирић-Марјановић (2015-2021)
- Проф. др Мирослав Кузмановић (од 2021)